# Filippo Erba
Filippo Erba (Milano, 3 febbraio 1834 – Gorgonzola, 3 dicembre 1905) è stato un patriota e militare italiano.

## Biografia
Filippo Erba nacque in una famiglia benestante. Il padre Luigi e la madre Rachele Gerosa lo avviarono agli studi ginnasiali, ma la mattina del 18 marzo 1848, appena quattordicenne, scappò dal ginnasio di S. Alessandro in Milano per partecipare alle Cinque giornate di Milano. Per la sua abnegazione nella battaglia gli fu conferita, con decreto del 7 gennaio 1884, la medaglia commemorativa delle Cinque giornate, con annesso diploma; il suo nome è trascritto al n° 229 dell'elenco dei decorati, pubblicato da Vittore Ottolini in fondo al suo volume "La Rivoluzione Lombarda del 1848 e 1849".
Partecipò alla campagna del 1859 con i Cacciatori delle Alpi ed in seguito, avuta notizia della spedizione che Giuseppe Garibaldi stava preparando, si recò a Genova e la sera del 5 maggio 1860 si recò allo scoglio di Quarto ad attendere i  piroscafi Piemonte e Lombardo. All'alba dell'11 maggio i Mille approdarono a Marsala e quattro giorni dopo si batterono a Calatafimi; il 27 maggio entrarono in Palermo al Ponte dell'Ammiraglio e a Porta Termini, dove avvenne un sanguinoso scontro con le forze borboniche. Seguirono tutte le altre battaglie della campagna di Sicilia; fu ferito all'Aspromonte e partecipò alle battaglie del Volturno, del Macerone, del Garigliano e all'espugnazione delle roccaforti di Capua e di Gaeta.
Il 9 agosto 1866 era a Bezzecca nel giorno del famoso "Obbedisco" di Garibaldi.
Fu imprigionato a Castel Sant'Angelo dopo la disfatta della battaglia di Mentana, assieme ai maggiori Antonio Burlando, Vecchi, Andrea Sgarallino, Battista Torre-Torelli ed al dottor Agostino Bertani ed in seguito tradotto nel carcere di Civitavecchia, da cui venne scarcerato qualche mese dopo.
Nel 1870 partecipò al fianco di Garibaldi alla campagna dei Vosgi nella formazione della Legione dei Volontari Italiani, facente parte della terza Brigata comandata dal colonnello Menotti Garibaldi: "... comincia la formazione del secondo battaglione sotto il comando del maggiore Erba di Milano, buon repubblicano, di gran cuore, cavaliere di sentimento e di tratto. Tutta la migliore gioventù che trovasi a Chambery, va a incorporarsi nel secondo battaglione ..."
Seguì l'armistizio tra la Prussia e la Francia e lo scioglimento dei volontari italiani. 
Morì a Gorgonzola il 3 dicembre 1905.
Nell'elenco ufficiale dei partecipanti all'impresa dei Mille, pubblicato sulla Gazzetta Ufficiale del Regno d'Italia del 12 novembre 1878, lo si trova al numero 411.
Gorgonzola, nel centenario dell'impresa dei Mille, gli ha dedicato una via cittadina.
Sull'epigrafe della sua tomba, sita nel cimitero di Gorgonzola, sono riportate le seguenti parole: "Maggiore Filippo Erba, Cav. della Legion d'Onore colla fulgida epopea garibaldina qui tutta rievoca la gagliarda poesia dell'Italia redenta"